# 차이나 내셔널 헤비 듀티 트럭 그룹
차이나 내셔널 헤비 듀티 트럭 그룹(영어: China National Heavy Duty Truck Group, 약칭: CNHTC) 또는 시노트럭(영어: Sinotruk)은 중국 산둥성 지난시에 본사를 둔 화물자동차 제조업체이자 중국에서 3번째로 큰 화물자동차 제조사이다.